# Лафкин (Тексас)
Лафкин (енгл. Lufkin) град је у америчкој савезној држави Тексас. Налази се у округу Анџелина, чије је седиште. По попису становништва из 2010. у њему је живело 35.067 становника.

## Демографија
Према попису становништва из 2010. у граду је живело 35.067 становника, што је 2.358 (7,2%) становника више него 2000. године.
| Група             | 2000.          | 2010.          |
| Белци             | 17.567 (53,7%) | 16.029 (45,7%) |
| Афроамериканци    | 8.693 (26,6%)  | 9.603 (27,4%)  |
| Азијати           | 451 (1,4%)     | 579 (1,7%)     |
| Хиспаноамериканци | 5.754 (17,6%)  | 8.464 (24,1%)  |
| Укупно            | 32.709         | 35.067         |